# La Vita Romantica
是日本樂團ALI PROJECT的第六張精選專輯，由MellowHead於2010年1月13日發行，以「初回限定盤」和「通常盤」兩種形態同步發售，初回盤內含的DVD收錄三支音樂錄影帶和攝製特典。專輯標題採用義大利文，意為「浪漫人生」。

## 概要
此張專輯並未收錄新曲，所有曲目均是從前作中輯選而來。包括一首來自《ZONE-00 -Kyo-』》的曲目，二首出自《怪物王女 オリジナル・サウンドトラック 》的歌曲。樂團主唱寶野亞莉華說她為此作所選的曲目全部契合專輯標題（浪漫人生）這一主題。專輯的封面和內頁寫眞是在威尼斯取景拍攝，初回盤DVD除追加收入新拍攝的PV，以及和的短篇音樂錄影帶以外，並收錄於威尼斯攝製的特典。樂團另一名成員片倉三起也自2003年的專輯以後，於此作的內頁寫眞再次登場。此外，專輯初回盤和通常盤的寫眞圖冊並不一樣。這張作品初登Oricon公信榜時排名第八。

## 收錄曲

### CD
1. 動漫插曲。來自「 Sympathy for the Belonephobia」。
2. 動漫片尾曲。
3. 動漫《穿越宇宙的少女》第一期片頭曲。
4. 出自單曲。
5. 出自單曲。
6. 動漫插曲。來自「 Sympathy for the Belonephobia」。
7. 動漫《花鈴的魔法戒》片頭曲。
8. 動漫《Phantom 〜Requiem for the Phantom〜》第二期片頭曲。
9. 出自單曲。
10. 出自單曲。
11. 來自《ZONE-00（日语：ZONE-00） -Kyo-』》。
12. 動漫《死後文》片頭曲。
13. 動漫《Phantom 〜Requiem for the Phantom〜》第一期片頭曲。

- 全碟作詞：寶野亞莉華
- 全碟作曲：片倉三起也

### Music Clip DVD (初回限定盤)
1. 主演：寶野亞莉華、

- -Bonus track-

1. 主演：寶野亞莉華
2. La Vita Romantica 〜Jacket Shooting in Venezia〜

## 反響
評價這張專輯為「不同於時下的流行，ALI PROJECT 為樂迷製造了一場華麗的哥德式愉樂。在對官能理解和原創美學的發掘下，營造出一個獨特的世界，讓人迷失在愉悅的迷宮中。」